# Guard lock skin
Guard lock skin is het vierde studioalbum van Tone Ghost Ether.
Het album werd opgenomen in hetzelfde tijdsvak als de eerste drie albums maar werd veel later uitgebracht. De muziek sluit meer aan bij Hydrogen 2 Oxygen dan bij de eerste twee muziekalbums. Plaats van opname was Potomac Falls in Virginia. Van de muziekgroep is na 2004 niets meer vernomen.

## Musici
- Kit Watkins – synthesizers
- John Tlusty – elektronica
- Brad Allen – gitaar

De heren worden respectievelijk Tone, Ghost en Ether genoemd.

## Muziek
Geheel geïmproviseerd

| Nr. | Titel                           | Duur  |
| --- | ------------------------------- | ----- |
| 1.  | This was that                   | 11:20 |
| 2.  | Guard lock skin                 | 7:27  |
| 3.  | Gamelan moon landing (rhythmic) | 22:46 |
| 4.  | Three drawn still               | 24:05 |